# Saint Bride's
Pour les articles homonymes, voir St Brides.
Saint Bride's est une communauté canadienne située sur l'île de Terre-Neuve dans la province de Terre-Neuve-et-Labrador. Elle est traversée par la route 100.
Son nom est relié à la sainte irlandaise Brigitte d'Irlande.